# Marià Figueres i Forges
Marià Figueres i Forges (Os de Balaguer, Noguera, 21 d'octubre de 1878 - Alajuela, Costa Rica, 3 de juliol de 1957) fou un metge català que emigrà a Costa Rica, pare i avi de dos presidents d'aquesta república.
Marià nasqué a Os de Balaguer, fill de Josep Figueres i Casanoves, de Camarasa, i de Maria Forges i Solsona, en una família de vuit germans. Anà a la Universitat de Barcelona a estudiar Medicina i allí conegué Francesca Ferrer i Minguella, estudiant de magisteri. El 20 de juliol de 1905 es casaren i decidiren fer cas de l'oferta d'immigració del govern de Costa Rica per a professionals que volguessin treballar al país. El 1906 arribaren a l'Amèrica Central, estant a l'espera del seu primer fill. Aquest, Josep, nasqué el 25 de setembre de 1906 a Alajuela, on s'establiren. Més endavant vingueren Lluïseta, Carme i Antoni. El 1910 es traslladaren a viure a San José on el doctor obrí la Clínica Figueres.
Amb el temps, el fill gran Josep Figueres i Ferrer serà fundador de la Segona República de Costa Rica i tres vegades president, entre 1948 i 1974. El fill d'aquest, José María Figueres Olsen també ostentarà la presidència del país de 1994 a 1998.